# شبكة بيتري

(a) Petri net trajectory example

شبكات بيتري Petri net هي نوع من الشبكات يستعمل كنموذج رياضي لنمذجة عمليات غير متقاطعة أي تحصل متوازية في نفس الوقت . ابتكرت شبكات بيتري عن طريق كارل آدم بيتري في الستينات وتعتبر تعميمًا لنظرية الآلات Automata theory.

## اقرأ أيضًا
- حارة سباحة